# Christian Louboutin

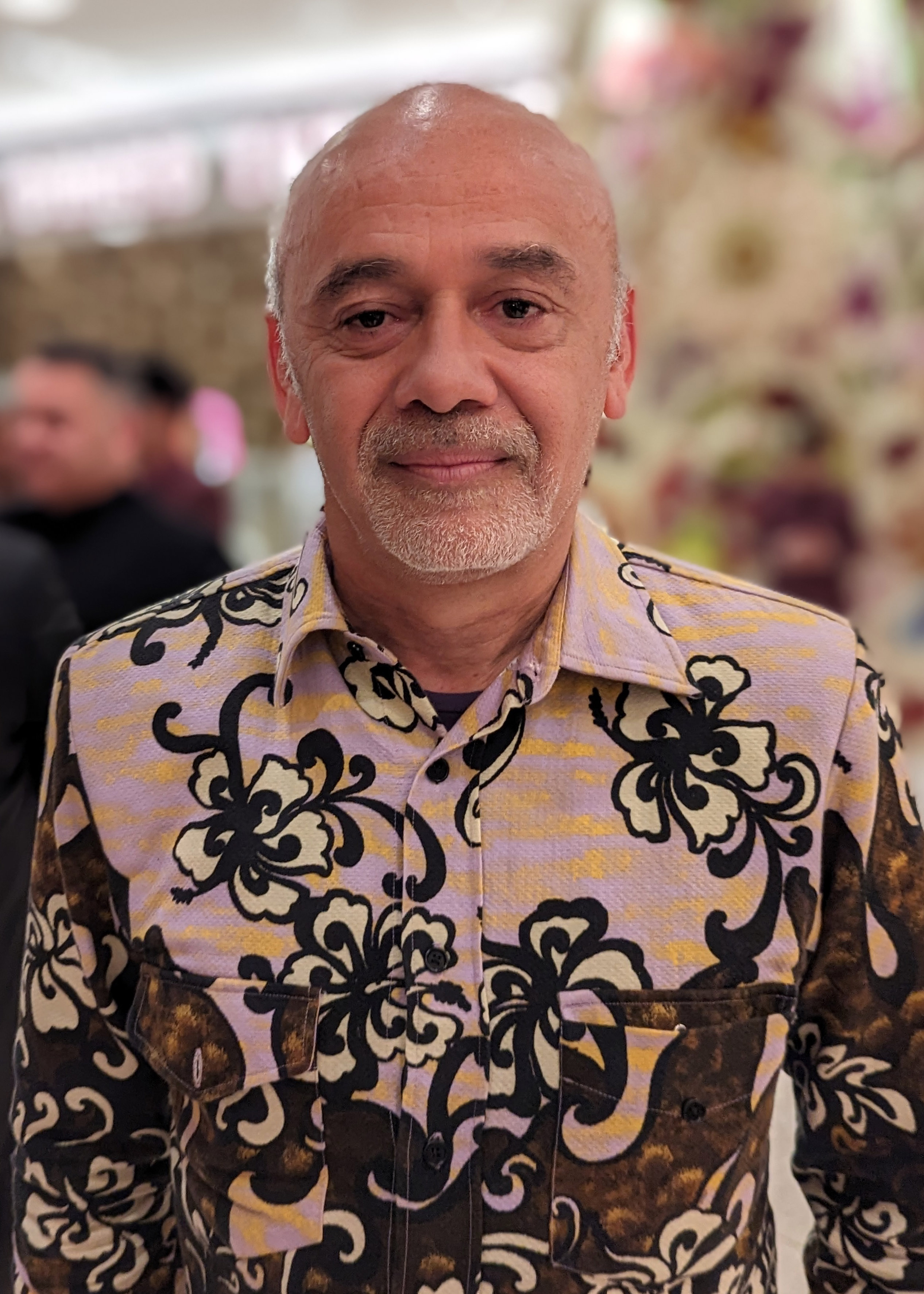
Christian Louboutin in 2023.

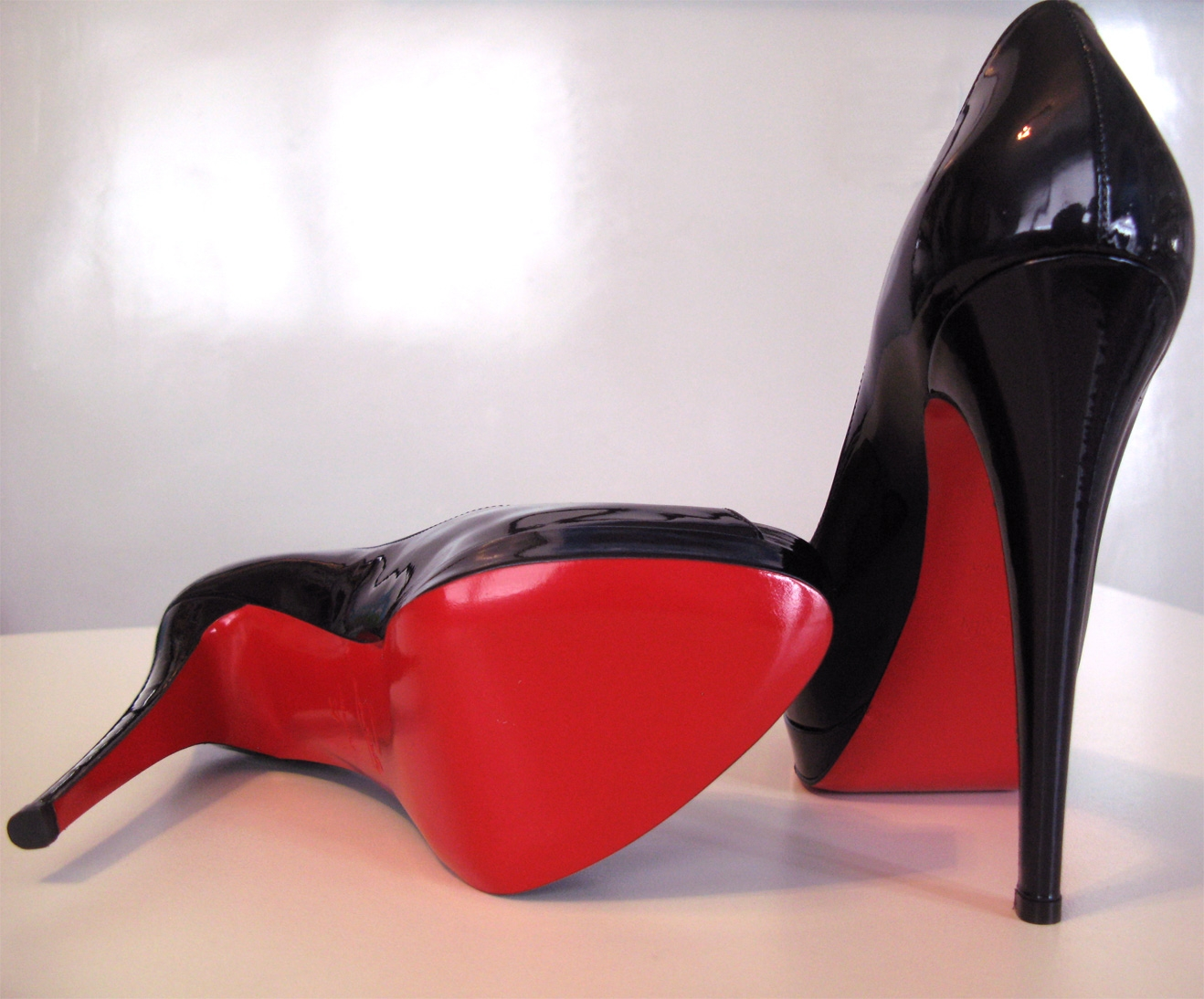
Klassieke Louboutin-schoen met rode zool.

Christian Louboutin (Parijs, 7 januari 1964) is een Frans schoenenontwerper.

## Biografie
In 1982 liep Louboutin stage bij Charles Jourdan, de schoenenontwerper voor Christian Dior. In april 1982 was hij er alweer weg. Daarna ontwierp hij freelance voor allerlei merken. In 1988 trok hij drie maanden naar India. In 1989 besloot hij niet meer te ontwerpen voor anderen. Gedurende enige tijd werd hij tuinontwerper.
Hij lanceerde zijn eerste schoenencollectie in 1991 in Frankrijk. Op 21 november van dat jaar opende hij een eigen winkel, samen met Henri Seydoux en Bruno Chambelland. Gedurende acht jaar woonde hij in zijn kantoor. Sinds 1992 zijn de schoenen verwerkt met de glimmende, rode zolen met in de binnenkant van de schoen zijn handtekening. Het model ontstond nadat hij een eerste zool rood had geverfd met nagellak. De rode zool werd een succesvol handelsmerk. In 1995 mocht hij voor het eerst schoenen ontwerpen voor allerlei modeshows, onder meer van Jean Paul Gaultier, Givenchy en Lanvin. In 2002 ontwierp hij de schoenen voor het afscheidsdefilé van Yves Saint Laurent.
Hij heeft in 2007 een aanvraag ingediend in de Verenigde Staten, om zijn handelsmerk te beschermen.
Sinds zijn twaalfde liep hij regelmatig weg van school om clubs te bezoeken. Hij was gefascineerd door de kleding die de danseressen in die clubs droegen. Dit bleek zijn grootste inspiratiebron voor zijn schoenenlabel te zijn. Hij maakte de stiletto's weer modern in de jaren negentig. De hakhoogten waren 12 cm en hoger. Het doel van de ontwerper is om de benen te accentueren door middel van een paar hoge hakken. Naarmate de jaren verstrijken, ontwerpt hij ook schoenen met een lagere hakhoogte, en schoenen voor mannen, zoals loafers en sneakers.

## Winkels
Er zijn vier Christian Louboutinboetieks in Parijs, gelegen aan de Rue Jean-Jacques Rousseau, Rue du Faubourg Saint-Honore en de Rue de Grenelle. In de Verenigde Staten heeft hij elf boetieks, waarvan drie in New York (Washington Street, Madison en Horatio), twee in Californië (West Hollywood en South Coast Plaza), twee in Las Vegas, één in de Design District in Miami, één in Dallas, op de Highland Park Village en één in San Francisco aan de Maiden Lane. Er zijn drie in Londen. De originele Christian Louboutin winkel bevindt zich aan de Motcomb Street. In 2008 werd er aan de Mount Street een extra winkel geopend.
De schoenen worden ook verkocht bij onder anderen Harvey Nichols, Harrods en Selfridges.
In Azië werd de eerste Louboutinwinkel geopend in 2007, in Hong Kong aan de On Lan Street in Central Hong Kong. Andere boetieks in Azië zijn gevestigd in Singapores Ngee Ann City en in Jakarta, Indonesië en Libanon (Beiroet). In Australië worden zijn schoenen verkocht in Melbourne, Brisbane, Sydney, Adelaide en Perth in David Joneswinkels. De eerste Louboutinwinkel in Australië was aan de Westfield Sydney in Sydney. Ook in Zuid-Amerika, aan de Shopping Iguatemi São Paulo, werd een winkel geopend. In februari 2014 werd een winkel aan de Zavel te Brussel geopend. Er zijn wereldwijd meer dan tachtig Louboutin-winkels.
Online worden zijn schoenen verkocht bij winkels als Harrods, Harvey Nichols, Selfridges, Joseph, Browns, Matches, Cricket & Cruise en online bij winkels als Net-A-Porter, Barneys, de Outnet, Saks Fifth Avenue, Neiman Marcus, Bergdorf Goodman en Nordstrom. In China worden vaak goedkopere imitaties van Louboutin gemaakt. Door deze online fraude ging Louboutin een rechtszaak aan.

## Imitaties
In verscheidene landen is door Louboutin geprocedeerd tegen namakers van zijn schoenen, en met name van zijn handelsmerk, de rode zool. In Nederland was het de schoenketen Van Haren uit Waalwijk, die voor een paar tientjes een imitatie-Louboutinschoen op de markt bracht. In eerste instantie verloor de ontwerper hier de rechtszaak, maar nadat het Europees Gerechtshof in 2018 hem in het gelijk had gesteld, volgde het Gerechtshof van Den Haag in 2019 deze uitspraak.

## Varia
- Taylor Swift droeg gedurende het Europese gedeelte van haar Eras Tour speciaal voor haar gemaakte Louboutins.